# ماكس فريش
ماكس فريش (15 مايو 1911- 4 أبريل 1991) من أعظم أدباء سويسرا، وهو كاتب مسرحي وروائي، عُرف اسمه بروايته شتيلر عام 1954، كما أوجدت له كلا من روايتيه هومو فابر وماين نامه زي جانتنباين (اسمي جانتنباين) مكانة متميزة ككاتب نثري. تعرف على الأديب الألماني الكبير برتولت بريشت مما كان له أثر كبير في حياته.

## موضوعاته
دائما ما كان ماكس فريش يختار الموضوعات التي تتعلق بهوية الإنسان، وأيضا الموضوعات المتعلقة بعلاقة الرجل بالمرأة.

## شخصياته
تحاول الشخصيات في أعمال فريش أن تبحث عن هويتها، كما يحاولون تحقيق ذواتهم وأن يكونوا أنفسهم.

## أعماله
- شتيلر
- هومو فابر
- اسمي جانتنباين
- سيرة ذاتية (بيوجرافي)
- أندورا
- الآن سنغني من جديد
- مونتاوك
- بلاوبارت

## روابط خارجية
- ماكس فريش على موقع IMDb (الإنجليزية)
- ماكس فريش على موقع الموسوعة البريطانية (الإنجليزية)
- ماكس فريش على موقع مونزينجر (الألمانية)
- ماكس فريش على موقع ألو سيني (الفرنسية)
- ماكس فريش على موقع ميوزك برينز (الإنجليزية)
- ماكس فريش على موقع أول موفي (الإنجليزية)
- ماكس فريش على موقع قاعدة بيانات برودواي على الإنترنت (الإنجليزية)
- ماكس فريش على موقع قاعدة بيانات الأفلام السويدية (السويدية)
- ماكس فريش على موقع إن إن دي بي (الإنجليزية)
- ماكس فريش على موقع ديسكوغز (الإنجليزية)